# Комунальне підприємство
Комуна́льне підприє́мство — юридична особа, заснована на власності відповідної громади.

## Становище в Україні
Комунальним підприємством в Україні є самостійний господарюючий статутний суб'єкт, що може здійснювати виробничу, науково-дослідну та комерційну діяльність із метою одержання відповідного прибутку (доходу).
Органи місцевого самоврядування можуть утворювати, реорганізовувати та ліквідовувати комунальні підприємства (заклади, установи). Відносини цих органів з комунальними підприємствами будуються на засадах їхньої підпорядкованості, підзвітності та підконтрольності органам місцевого самоврядування. До відання виконкомів органів сільських, селищних і міських рад згідно з їхніми повноваженнями з управління комунальною власністю належить встановлення порядку та здійснення контролю за використанням прибутків комунальних підприємств, а також заслуховування звітів про роботу їхніх керівників.

### Комунальні підприємства України (приклади)
- Міжнародний аеропорт «Харків»
- Київпастранс
- ОСК «Металіст»
- КП «Центральний парк культури та відпочинку» (м. Харків)
- КП «Харківський зоопарк»
- КП «Криворіжкнига»